# Histoire du roumain
Cet article traite de l’histoire externe du roumain, sans entrer dans les détails des évolutions phonétiques, grammaticales et lexicales qu’il a subies des origines jusqu’à présent.

## Formation du roumain

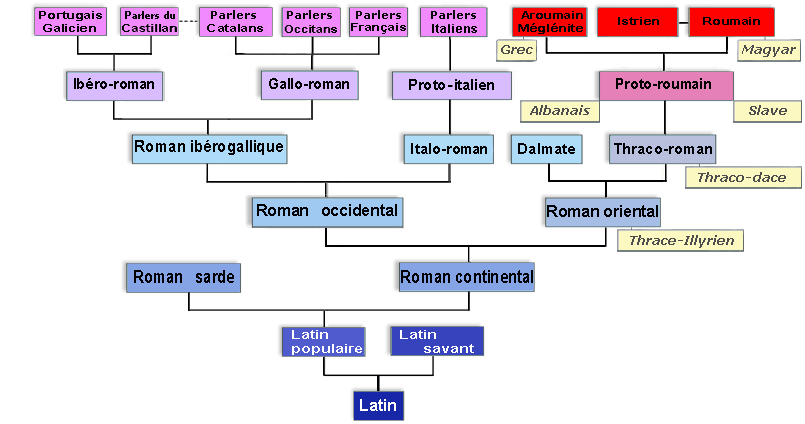
Place du roumain (en rouge) et des langues romanes orientales dans la famille des langues romanes, avec les influences subies.

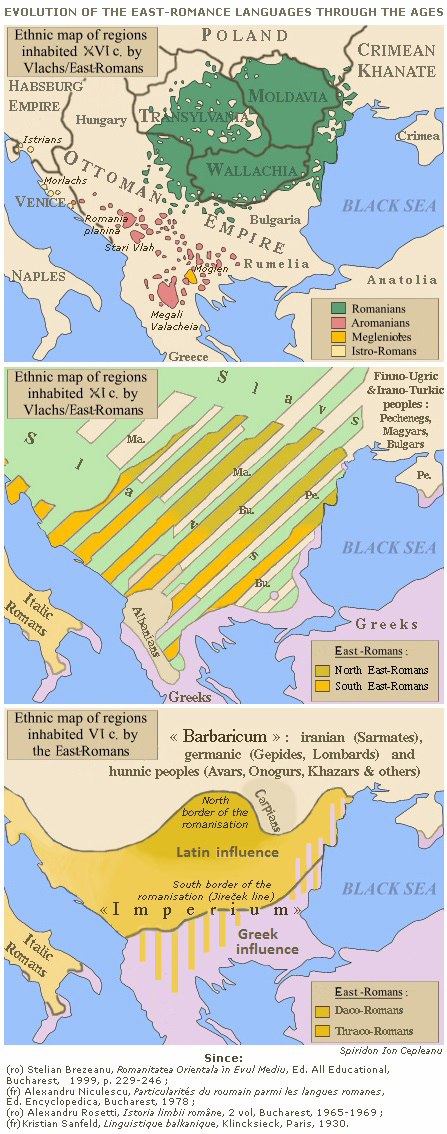
Évolution des langues romanes orientales avec, de bas en haut, les trois phases de la formation, de la dispersion et de la différenciation.

Le roumain est l’héritier de la variété du latin vulgaire appelé latin danubien. La présence de cette variante du latin débuta en 229 av. J.-C., dans les Balkans. Ses sources écrites sont environ 3000 inscriptions trouvées dans l’ancienne Dacie et autant trouvées dans l’ancienne Mésie.
Les linguistes s’accordent en général pour considérer que les idiomes romans orientaux ont été précédés par une langue appelée « proto-roumain », mais le territoire où il s’est formé est controversé, faute de sources écrites suffisantes et en raison d’intérêts politiques contraires. Mais ces controverses ne peuvent porter que sur les détails de sa formation et de son évolution, car globalement, l’existence même des langues romanes orientales implique forcément un enracinement dans le monde romain du Bas-Danube et des Balkans, à l’époque de l’Antiquité tardive, même si le contexte a favorisé l’émergence d’hypothèses pseudohistoriques.
Plusieurs théories se sont affrontées au cours de l’histoire.
Selon la théorie la moins acceptée au XXIe siècle, celle de Bogdan Petriceicu Hasdeu, le roumain se serait formé uniquement au nord du Danube, en Dacie, après la conquête de ce pays par les Romains, et la présence de minorités roumanophones au sud du Danube, dans les Balkans, serait due à des émigrations ultérieures.
La théorie de Nicolae Densușianu avait pour point de départ celle de Hasdeu et aboutissait à des conclusions fantaisistes. Selon lui, il y aurait eu une « civilisation pélasgique » allant de l'Atlantique à l'Oural, dont l’actuelle Roumanie aurait été le centre. Elle affirmait que les Latins et les Celtes étaient des Daces émigrés dès la protohistoire et que ce seraient leurs langues qui dériveraient de celle parlée en Dacie, dans laquelle le roumain s’enracinerait directement, étant la langue la mieux conservée jusqu’à nos jours sur une continuité de cinq millénaires.
Une autre théorie, à laquelle celle de Hasdeu était une réaction, était soutenue par l’historien autrichien Eduard Robert Rösler qui développait des théories de Franz Josef Sulzer, Josef Karl Eder et Johann Christian von Engel. Selon cette théorie, adoptée par le linguiste allemand Gustav Weigand (de) et le linguiste roumain Alexandru Philippide, le roumain est la conséquence de la romanisation des populations que les Romains avaient soumises au sud du Danube à partir du IIIe siècle av. J.-C. Il se serait donc formé intégralement au sud du Danube où la domination romaine dura six siècles, et non au nord où elle ne dura qu’un siècle et demi environ, et se serait répandu par des migrations au nord du Danube, au XIIe siècle. Les opposants de cette théorie (voir paragraphe suivant) soutiennent qu’elle était née de l’intention de délégitimer les revendications des Roumains de Transylvanie par l’idée que les Magyars seraient venus dans cette région avant les Roumains. La théorie de Rösler a été largement adoptée par l’historiographie des empires et des pays voisins de la Roumanie ayant des contentieux territoriaux avec elle, mais aussi par de nombreuses sources germanophones et anglophones. Au XXIe siècle encore, selon certains historiens, surtout magyars, la population romanisée en Dacie aurait quitté ce pays lorsque les Romains l’ont abandonné en 271, et les Roumains y seraient venus du sud du Danube à partir des XIe – XIIe siècles, s’établissant d’abord au sud des Carpates, puis auraient commencé à pénétrer en Transylvanie au plus tôt vers la fin du XIIe siècle.
Aux deux théories précédentes s’oppose une troisième, postulant la formation du proto-roumain à la fois au sud et au nord du Danube, comme une conséquence de la conquête par l'Empire romain, à partir de 229 av. J.-C., de territoires habités par des peuples indo-européens, d’abord ceux des Illyres et des Thraces, puis ceux des Gètes, finalement ceux des Daces, en 106. La colonisation par les Romains mena à un processus de romanisation des populations locales, puisque pour les nombreux colons originaires de toutes les régions de l’Empire romain, le latin vulgaire était la seule langue de communication avec la population locale, qui finit par l’adopter. C’est pourquoi les langues thraco-illyriennes, dont le dace, disparurent (sauf en Albanie), et en roumain il n’en subsiste qu’un petit nombre de mots. Cette théorie s’oppose notamment à celle de Rösler, dans le cadre de l’opinion des historiens roumains en général, qui soutiennent l’idée de la continuité daco-romaine en Dacie, donc que la plus grande partie de la population daco-romaine n’aurait pas quitté ce pays après la retraite des autorités romaines, ce qui implique l’idée que des Roumains se trouvaient déjà en Transylvanie avant la venue des Magyars à la fin du IXe siècle. Cette théorie est adoptée par la plupart des linguistes roumains actuels, qui perpétuent les théories de leurs prédécesseurs Ovid Densușianu, Sextil Pușcariu, Theodor Capidan, Alexandru Rosetti, Emil Petrovici, Gheorghe Ivănescu, etc..
L’époque de la formation du proto-roumain est également controversée : Ve au VIIe siècle ou au VIIIe siècle, VIe siècle, VIe au VIIIe siècle, VIIe au VIIIe siècle ou VIIIe siècle.

## Influence d’autres langues
Selon la théorie la plus répandue, le substrat du roumain est thrace-dace. Il n’est attesté que par des traces incertaines : notations sporadiques d’auteurs de l’Antiquité, certains mots se trouvant dans des inscriptions et sur des pièces de monnaie grecques et latines, des noms propres (de lieux, de cours d’eau, de montagnes, de personnes), des noms de plantes médicinales figurant dans des ouvrages de botanique et de médecine grecs et latins.
En général, on considère comme étant d’origine thrace-dace les mots roumains qui se trouvent aussi en albanais, n’étant dans aucune de ces langues d’origine latine, grecque ou slave, et qui ne sont pas formés en roumain. La référence à l’albanais est fondée sur le fait que cette langue descend du thrace (selon certains linguistes) ou de l’illyrien (selon d’autres).
De ce substrat il reste un nombre controversé de mots, ainsi que quelques éléments de formation des mots, morphologiques et syntaxiques qui n’ont pas influencé le caractère essentiellement latin du roumain.
Le superstrat du roumain est constitué par le slave commun, dans la même mesure que, dans les langues romanes occidentales, les langues germaniques anciennes. Le début de cette influence est daté par certains chercheurs aux VIe – VIIe siècles, par d’autres aux VIIe – VIIIe siècles, et sa fin aux XIe – XIIe siècles. Au VIe siècle, le contact avec les Slaves n’eut pas encore de conséquences linguistiques. Elles se manifestèrent à partir du VIIe siècle, avec l’installation massive des Slaves sur le territoire du proto-roumain. L’influence du slave est présente par un riche répertoire de mots et d’affixes lexicaux, ainsi que par certains traits phonétiques, morphologiques et syntaxiques. La période ancienne de l’influence slave fut celle aussi du début du processus de séparation des quatre idiomes romans orientaux. Les Slaves isolèrent entre eux les groupes parlant le proto-roumain, d’autant plus facilement que ces derniers avaient un mode de vie dominé par le pastoralisme transhumant .
Dans la période des invasions barbares, sur le territoire de la Roumanie actuelle apparurent des Goths, des Huns, des Gépides, des Lombards, des Avars, des Petchénègues, des Coumans, mais leurs langues n’ont pas influencé le roumain.
Plus tard au Moyen Âge, le roumain du nord du Danube a subi des influences étrangères limitées au lexique, surtout de la part du vieux-slave, du bulgare, du grec, du hongrois et du turc. La plupart des emprunts lexicaux ont été adoptés par le roumain à partir de la fin du XVIIIe siècle, leurs sources étant les langues romanes occidentales, surtout le français et l’italien. Au XXe siècle, c'est l’influence de l’anglais qui s'est manifesté avec le plus de force.

## Périodes de l’histoire du roumain
Faute de sources écrites, les périodes de l’histoire du roumain sont beaucoup plus difficiles à établir que celles des langues romanes occidentales.

### Proto-roumain
Le proto-roumain est le nom donné à la période la plus ancienne du roumain, qui a duré jusqu’à la séparation des idiomes romans orientaux. On date au Xe siècle le début de leur séparation et au XIIe ou au XIIIe la fin de ce processus. Les traits du proto-roumain sont ceux qui se retrouvent jusqu’au XXIe siècle dans tous les idiomes romans orientaux. En voici les principaux :
- désinence spécifique du cas génitif-datif au féminin singulier des noms et des adjectifs. Exemple : casă (nominatif) « maison » vs. unei case « d’une / à une maison » (génitif-datif) ;
- article défini attaché à la fin du mot: lup « loup » → lupul « le loup » ;
- occurrence relativement importante au neutre pluriel de la terminaison -uri: cuib « nid » → cuiburi « nids » ;
- forme de futur analytique avec le latin volo « vouloir » comme verbe auxiliaire : voi cânta « je chanterai » ;
- conditionnel présent analytique : aș cânta « je chanterais » ;
- la voyelle [ə] : casă ['kasə].

Il n’y a pas d’attestation du proto-roumain, si ce n’est la phrase torna, torna, fratre « retourne-toi, retourne-toi, mon frère », que certains chercheurs considèrent comme les premiers mots proto-roumains conservés par écrit. Le premier mot, répété, paraît dans l’ouvrage Histoires du chroniqueur byzantin Théophylacte Simocatta, datant de 630 environ. La phrase entière est transcrite par un autre chroniqueur byzantin, Théophane le Confesseur, vers 810-814. Elle aurait été prononcée en 587 au cours d’une campagne contre les Avars, par un soldat de l’armée byzantine qui, remarquant que la charge du mulet de son camarade marchant devant lui était en train de glisser, la lui aurait adressée afin de le faire se retourner pour ajuster la charge. Les autres soldats auraient interprété cette phrase comme une commande de retour et l’auraient transmises vers l’avant, ce qui aurait provoqué la déroute de la troupe. Cette attestation serait la preuve que la population locale parlait le proto-roumain au VIe siècle. Cependant, selon d’autres auteurs, ce serait déjà une phrase aroumaine, alors que pour d’autres encore, ce serait encore du latin vulgaire danubien.
Le premier idiome roman oriental à se séparer du proto-roumain aurait été l’aroumain (Xe siècle au plus tard). Le mégléno-roumain aurait été le deuxième à devenir distinct aux XIIe – XIIIe siècles. L’entité dont s'est séparé l’istro-roumain, ainsi que l’époque où cela a eu lieu sont controversées: le daco-roumain et le Xe siècle, ou un idiome sud-danubien et le XIIIe siècle.
À partir du XIIIe siècle, les langues romanes orientales ont évolué isolées l’une de l’autre. Seul le roumain a bénéficié de recherches approfondies de linguistique historique.
Le roumain et l’aroumain sont les seuls idiomes romans orientaux dont l’histoire comprend une période prélittéraire et une période littéraire, et le roumain est le seul qui sera finalement standardisé.

### Roumain archaïque
La première période du roumain est celle de la langue archaïque (XIIIe – XVIe siècles) qui devait être relativement très unitaire mais s'est divisée graduellement en variétés régionales. Il est toutefois resté relativement unitaire par comparaison à l’italien ou à l’allemand. De cette période il ne subsiste que des attestations isolées et fragmentaires, sous forme de nombreux mots roumains, dans des documents latins, hongrois et vieux-slaves. Cette dernière langue était celle de l’église orthodoxe et de l’administration, ainsi que celle des premiers écrits littéraires créés par des Roumains.

### Roumain ancien

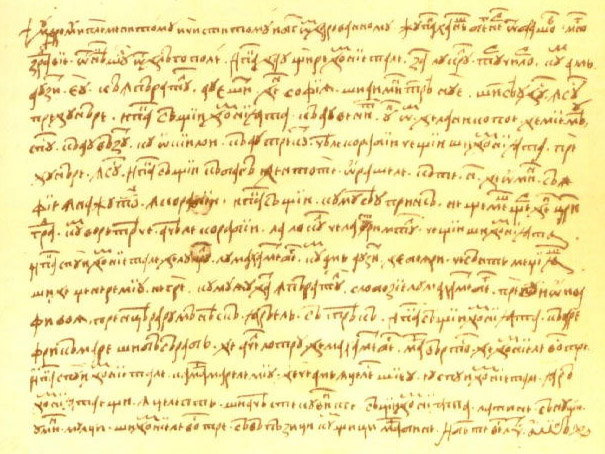
Lettre de Neacșu.

Cette période s'étend du XVIe au XVIIIe siècle, plus exactement de 1521 à 1780. La première de ces années est celle du plus ancien document écrit en roumain qui se soit conservé. C'est une lettre — la Lettre de Neacșu — d’un marchand de Câmpulung Muscel, Neacșu, adressée au maire de Brașov, Johannes Benkner (?-1528), et écrite en un alphabet gréco-cyrillique spécifique. Son texte est compréhensible par un locuteur de roumain actuel.
Quatre manuscrits à caractère religieux datent du même siècle (leur datation ne pouvant être plus précise que cela) : le Codex de Voroneț, le Psautier de Voroneț, le Psautier Hurmuzachi et le Psautier ayant appartenu à D. C. Sturdza-Scheianul, qui sont encore des traductions assez maladroites du vieux-slave.
Les premiers ouvrages imprimés en roumain, à caractère religieux, furent élaborés à partir de 1561, sous l’influence du protestantisme de Transylvanie, par le diacre Coresi de Munténie. Il travaillait à Brașov, parce que dans son pays, l’église ne permettait de publier que des livres en vieux-slave. Ces livres sont très importants pour le développement de la langue roumaine et son unification. Ils furent écrits dans le régiolecte de Munténie, qui comprend aussi celui des Roumains de Transylvanie du Sud-est. C’est le régiolecte qui se trouve à la base de la langue littéraire et, par conséquent, de la langue standard roumaine.

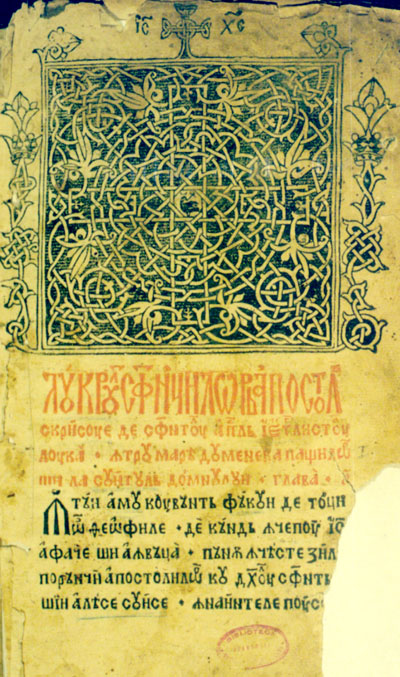
Les Actes des Apôtres publié par Coresi en 1563

En 1582 parut Palia de la Orăștie (l’Ancien Testament d’Orăștie), contenant les deux premiers livres de la Bible. On suppose que tout l’Ancien Testament avait été traduit mais que ce volume seul s’est conservé. La traduction était l’œuvre de cinq hommes d’église du Banat et de la région de Hunedoara, à partir d’une traduction de Gáspár Heltai en hongrois, avec l’utilisation probable de la Vulgate. Le livre fut imprimé par Șerban, fils de Coresi, avec le financement du noble Ferenc Geszti de Deva. La langue de l’ouvrage contient des éléments du régiolecte du Banat.
Une autre étape importante dans le développement de la langue littéraire roumaine fut la parution de la première traduction complète de la Bible, à Bucarest, en 1688.
Le XVIIIe siècle vit naître la préoccupation pour établir les normes de la langue. La première grammaire du roumain, Gramatica rumânească (1755-1757) est l’œuvre du maître d’école Dimitrie Eustatievici de Brașov.

### Roumain prémoderne
En 1780 parut à Vienne la première grammaire roumaine importante, écrite déjà en alphabet latin par des lettrés d’un mouvement connu sous le nom d’École transylvaine, qui marque le début de cette période.
L’époque prémoderne du roumain dura jusqu’en 1830. Elle se caractérise par la parution de nombreuses traductions et ouvrages originaux de domaines culturels variés. Les grammaires de cette époque étaient les premiers ouvrages visant l’élaboration de la langue standard qui coïncidait à l’époque avec la langue littéraire. C'était aussi la période de début d’une relatinisation consciente de la langue, par des emprunts massifs au latin savant et aux langues romanes occidentales.

### Roumain moderne et contemporain
Après 1830, la langue cultivée commença à se diversifier grâce au développement des langages scientifique, administratif, juridique, etc. La littérature artistique originale aussi prit de l’essor grâce à la génération des écrivains de 1848, ce qui impliquait le développement de la langue littéraire, accompagnée de vives polémiques sur ses normes grammaticales, lexicales et orthographiques.
L’année 1880 marque le début de la période du roumain contemporain, où la langue est graduellement standardisée dans le contexte des polémiques commencées auparavant.
On distingue deux tendances principales dans la standardisation de la langue. Le courant latinisant, continuateur de l’École transylvaine, tentait de rapprocher le roumain du latin. Un dictionnaire de 1871-1876 groupait dans un glossaire à part les mots d’une autre origine que latine, dans le but qu’ils soient éliminés. Le courant latinisant appliquait aussi une orthographe étymologique. Tout cela produisait une langue artificielle qui suscita l’hilarité et discrédita ce courant.
L’autre tendance principale était celle italianisante de Ion Heliade Rădulescu. Elle préconisait, entre autres, une phonémique. L’Académie roumaine, fondée en 1879 en tant qu’héritière de la Société littéraire roumaine de 1866, trancha finalement, en 1881, en faveur d’une orthographe essentiellement phonémique, assez similaire à celle de l’italien. Les éléments étymologiques qui y subsistaient ont presque tous été éliminés par des réformes ultérieures.
La période d’après 1880 était aussi celle des écrivains roumains appelés classiques (Mihai Eminescu, Ion Creangă, Ion Luca Caragiale), qui ont contribué en grande mesure au développement de la langue littéraire. Dans cette période, les emprunts les plus nombreux sont venus du français (22,12 % du lexique actuel) et ont été intégrés selon les règles orthographiques du roumain, à l’exemple d’abajur, toaletă ou parbriz.
Depuis 1990 on assiste à des changements rapides et importants surtout dans les terminologies et le langage des médias, caractérisés principalement par une grande ouverture aux emprunts à l’anglais : certains avaient été intégrés dès avant cette période, comme feribot, meci (« match ») ou tramvai, mais après l’ouverture du rideau de fer, en raison du retard technologique accumulé par la Roumanie durant la période communiste, une masse d’anglicismes a subitement pénétré dans la langue sans être intégrés, en conservant donc l’orthographe anglaise, comme browser, download, mall, link ou printer.

## Sources bibliographiques
- (ro) Boia, Lucian, Istorie și mit în conștiința românească [« Histoire et mythe dans la conscience collective roumaine »] Bucarest, Humanitas, 2011,  (ISBN 978-973-50-2902-9) (consulté le 14 février 2023)
- (ro) Brâncuș, Grigore, Introducere în istoria limbii române I [« Introduction à l’histoire du roumain »], 1er vol., 2de édition, Bucarest, Editura Fundației România de Mâine, 2005,  (ISBN 973-725-219-5) (consulté le 21 mars 2017)
- (ro) Densușianu, Nicolae, Dacia preistorică [« La Dacie préhistorique »], Bucarest, édition posthume, 1913
- (ro) Hasdeu, Bogdan Petriceicu, Etymologicum magnum Romaniae, tomes I-IV, Bucarest, Socec, 1887-1898
- (en) Pană Dindelegan, Gabriela, The Grammar of Romanian [« Grammaire du roumain »], Oxford, Oxford University Press, 2013,  (ISBN 978-0-19-964492-6) (consulté le 14 février 2023)
- (de) Rösler, Eduard Robert, Romänische Studien. Untersuchungen zur älteren Geschichte Romäniens [« Études roumaines. Recherches sur l'histoire ancienne de la Roumanie »], Leipzig, Von Duncker & Humblot, 1871 (consulté le 14 février 2023)
- (ro) Sala, Marius (dir.), Enciclopedia limbilor romanice [« Encyclopédie des langues romanes »], Bucarest, Editura Ştiinţifică şi enciclopedică, 1989,  (ISBN 973-29-0043-1)
- (ro) Sala, Marius, Vocabularul reprezentativ al limbilor romanice [« Le vocabulaire représentatif des langues romanes »], Bucarest, Editura Științifică și Enciclopedică, 1988
- (hu) Zsoldos, Attila, Közös múlt a középkorban [« Passé commun au Moyen Âge »], História, no 4–5, 2008, pp. 7–8 (consulté le 21 mars 2017)